# Acokanthera oppositifolia
Acokanthera oppositifolia är en oleanderväxtart som först beskrevs av Jean-Baptiste de Lamarck, och fick sitt nu gällande namn av Leslie Edward Wastell Codd. Acokanthera oppositifolia ingår i släktet Acokanthera och familjen oleanderväxter. Inga underarter finns listade i Catalogue of Life.